# Іванівська селищна рада (Одеська область)
Іва́нівська се́лищна ра́да — орган місцевого самоврядування Іванівської селищної громади в Березівському районі Одеської області.
Головами  селищної ради були: Бондаренко Василь Акимович (1972-1976); Криворученко Борис Никифирович (1977-1986); Борисенко Микола Григорович (1987-1996); Трандафіл Галина Моїсеївна (1997-1998); Хобта Віктор Іванович (квітень 1998-22 грудня 2019); Лобач Віктор Іванович ( з 22 грудня 2019- по теперішній час).
Секретарями селищної ради працювали: Субочева Любов Дмитрівна; Романенко В.А.; Данильчук Марія Олександрівна; Мітіна Зінаїда Дмитрівна; Баляндра Надія Федорівна; Олійник  Валентина Костянтинівна; Коваленко Ірина Андріївна; Довгань Раїса Степанівна (2010-2019); Білоус Лілія Леонтіївна ( з грудня 2019- по теперішній час).

## Історія
Станом на 1 липня 1965 року Іванівська селищна Рада була частиною Роздільнянського району.
З 25 серпня 2021 року селищна рада переїхала в будівлю колишньої Іванівської райдержадміністрації і райради.

## Склад ради
Рада складається з 22 депутатів та голови.
- Голова ради: Лобач  Віктор Іванович
- Секретар ради:Білоус Лілія Леонтіївна

### Керівний склад попередніх скликань
| Прізвище, ім'я, по батькові | Основні відомості                                                                                 | Дата обрання | Дата звільнення |
| --------------------------- | ------------------------------------------------------------------------------------------------- | ------------ | --------------- |
| Хобта Віктор Іванович       | Селищний голова, 1955 року народження, освіта вища, член Всеукраїнського об'єднання «Батьківщина» | 29.03.1998   | 28.12.2019      |
| Лобач Віктор Іванович       | Селищний голова, 1963 року народження, освіта вища, член Всеукраїнського об'єднання «Батьківщина» | 22.12.2019   | Скоро!          |

Примітка: таблиця складена за даними сайту Верховної Ради України

### Депутати
За результатами місцевих виборів 2010 року депутатами ради стали:

#### За суб'єктами висування
| Суб'єкт висування                                       | Кількість обраних депутатів | %  |
| ------------------------------------------------------- | --------------------------- | -- |
| Політична партія Всеукраїнське об'єднання «Батьківщина» | 7                           | 35 |
| Соціалістична партія України                            | 6                           | 30 |
| Партія регіонів                                         | 5                           | 25 |
| Політична партія «Громадянська позиція»                 | 1                           | 5  |
| Самовисування                                           | 1                           | 5  |

#### За округами
| № округу                                                | Прізвище, ім'я, по батькові     | Дата визнання обраним | Освіта             | Партійна приналежність                        | Відомості про обраного депутата                                            |
| ------------------------------------------------------- | ------------------------------- | --------------------- | ------------------ | --------------------------------------------- | -------------------------------------------------------------------------- |
| Партія регіонів                                         |                                 |                       |                    |                                               |                                                                            |
| 4                                                       | Димова Ірина Михайлівна         | 03.11.2010            | вища               | член Партії регіонів                          | Іванівська загальноосвітня школа, директор                                 |
| 9                                                       | Поляк Наталія Миколаївна        | 03.11.2010            | вища               | член Партії регіонів                          | Іванівська районна рада, начальник загального відділу                      |
| 11                                                      | Платонов Олександр Євгенович    | 03.11.2010            | вища               | член Партії регіонів                          | фермерське господарство «Весна», фермер                                    |
| 13                                                      | Лисенко Юрій Олексійович        | 03.11.2010            | середня            | член Партії регіонів                          | тимчасово не працює                                                        |
| 15                                                      | Копилов Олег Анатолійович       | 03.11.2010            | вища               | член Партії регіонів                          | Іванівський РВ ГУМВС, начальник штабу                                      |
| Політична партія Всеукраїнське об'єднання «Батьківщина» |                                 |                       |                    |                                               |                                                                            |
| 1                                                       | Фролов Віктор Павлович          | 03.11.2010            | середня спеціальна | член Всеукраїнського об'єднання «Батьківщина» | приватний підприємець                                                      |
| 2                                                       | Майданюк Ольга Павлівна         | 03.11.2010            | середня спеціальна | член Всеукраїнського об'єднання «Батьківщина» | пенсіонер                                                                  |
| 5                                                       | Левандовська Наталя Миколаївна  | 03.11.2010            | середня спеціальна | член Всеукраїнського об'єднання «Батьківщина» | Іванівська селищна рада, касир                                             |
| 7                                                       | Бобровницький Юрій Анатолійович | 03.11.2010            | середня спеціальна | член Всеукраїнського об'єднання «Батьківщина» | приватний підприємець                                                      |
| 8                                                       | Воскобойник Інна Анатоліївна    | 03.11.2010            | середня спеціальна | член Всеукраїнського об'єднання «Батьківщина» | приватний підприємець                                                      |
| 14                                                      | Синявський Сергій Іванович      | 03.11.2010            | вища               | член Всеукраїнського об'єднання «Батьківщина» | Іванівська ЦРЛ, лікар                                                      |
| 20                                                      | Кафтан Анатолій Іванович        | 03.11.2010            | середня спеціальна | член Всеукраїнського об'єднання «Батьківщина» | ТОВ «Універсальна продовольча компанія», директор                          |
| Політична партія «Громадянська позиція»                 |                                 |                       |                    |                                               |                                                                            |
| 19                                                      | Куличенко Валентина Яківна      | 03.11.2010            | вища               | член Політичної партії «Громадянська позиція» | ТОВ «Отрада», директор                                                     |
| Соціалістична партія України                            |                                 |                       |                    |                                               |                                                                            |
| 3                                                       | Марцун Ліна Леонідівна          | 03.11.2010            | вища               | позапартійна                                  | Іванівська ЦРЛ, лікар                                                      |
| 6                                                       | Прокопова Олександра Андріївна  | 03.11.2010            | вища               | позапартійна                                  | Іванівська ЦРЛ, медична сестра                                             |
| 10                                                      | Іскра Людмила Іванівна          | 03.11.2010            | вища               | позапартійна                                  | Іванівська ЦРЛ, лікар                                                      |
| 12                                                      | Тимофеєва Лариса Леонідівна     | 03.11.2010            | вища               | позапартійна                                  | Іванівська ЦРЛ, медична сестра                                             |
| 16                                                      | Букач Антоніна Петрівна         | 03.11.2010            | вища               | позапартійна                                  | аптека № 58, завідувачка                                                   |
| 18                                                      | Пащенко Олександр Валерійович   | 03.11.2010            | вища               | позапартійний                                 | приватний підприємець                                                      |
| Самовисування                                           |                                 |                       |                    |                                               |                                                                            |
| 17                                                      | Довгань Раїса Степанівна        | 03.11.2010            | вища               | позапартійна                                  | Іванівська РДА, завідувачка сектору з питань внутрішньої політики аппарату |